# ナオ・タケコシ
ナオ・タケコシ（1966年 - ）は、ファッションデザイナー。東京生まれ。

## 来歴
ニューヨークのパーソンズ美術大学を卒業。東京のISSEY MIYAKEにてキャリアをスタートし、その後渡仏。パリにてセルッティ(CERRUTI)、その後トム・フォードのもとでグッチのコンサルタントを務める。ニューヨークに渡りDONNA KARAN COLLECTIONのチーフデザイナーに就任。その後フリーランスとなり、マックスマーラ他、イタリアのメゾンのコンサルタントを努める。
その後ハンブルクにてジル・サンダーのチーフデザイナーに就任。独立し、イタリアをベースにNAO TAKEKOSHIを立ち上げる。
その後もイタリアのアレグリ(ALLEGRI)のチーフデザイナーを務めるなど、主に海外で活動している。